# Fraunhofer-Institut für Produktionstechnik und Automatisierung
Das Fraunhofer-Institut für Produktionstechnik und Automatisierung (Fraunhofer IPA) ist eine Einrichtung der Fraunhofer-Gesellschaft zur Förderung der angewandten Forschung e. V. (FhG) und hat seinen Sitz in Stuttgart. Seine Aktivitäten sind der angewandten Forschung und Entwicklung in den Fächern Ingenieurwissenschaften, Informatik, Naturwissenschaften und Strukturwissenschaften zuzuordnen.

## Geschichte
Die Geschichte geht auf ein Privatinstitut von Carl Martin Dolezalek zurück, der 1955 das Institut für Industrielle Fertigung und Fabrikbetrieb (IFF) der Universität Stuttgart gründete.
Im Dezember 1958 nahm Dolezalek auf Anregung aus dem Wirtschaftsministerium Baden-Württemberg Kontakt mit der Fraunhofer-Gesellschaft in München auf, um die universitäre Forschung praxisnaher gestalten und gleichzeitig stärker mit der Industrie zusammenarbeiten zu können. Die Kooperation mit der Münchener Gesellschaft für angewandte Forschung begann unter Verwaltungshilfe am 1. Juli 1959. Dieser Tag wird als Gründungsdatum des Instituts für Produktionstechnik und Automatisierung IPA angesehen, 1971 wurde das IPA voll in die Fraunhofer-Gesellschaft integriert und trägt seitdem den Namen Fraunhofer-Institut für Produktionstechnik und Automatisierung IPA.
Nach Dolezaleks Emeritierung übernahm im Januar 1971 Hans-Jürgen Warnecke die Leitung des IPA und des IFF. Warnecke baute das Institut in den 1970er Jahren zum bedeutendsten und größten Einzelinstitut der Fraunhofer-Gesellschaft aus. In den Folgejahren entstanden durch Ausgliederungen einzelner Abteilungen weitere Fraunhofer-Institute. Aus der 1976 gegründeten Berliner Abteilung des IPA entstand 1978 das Fraunhofer-Institut für Produktionsanlagen und Konstruktionstechnik IPK.
Eine zunehmende Anzahl von Projekten mit Hardwarecharakter führte 1980 zur Gründung der Fraunhofer-Technologie-Entwicklungsgruppe TEG in Stuttgart. Ein Jahr später, 1981, entstand aus der Abteilung für Arbeitswirtschaft des IPA das Fraunhofer-Institut für Arbeitswirtschaft und Organisation IAO.
Nachfolger von Warnecke wurde im Jahre 1993 Rolf Dieter Schraft. Von 1995 bis 2014 befanden sich stets zwei Institutsleiter an der Spitze des IPA. Schraft hatte die Position von 1993 bis 2007 inne, Engelbert Westkämper von 1995 bis 2011. Alexander Verl löste Schraft 2007 ab und behielt die Position bis 2014. Seitdem ist Thomas Bauernhansl, der 2011 mit Verl die Institutsleitung übernahm, Leiter des Fraunhofer IPA. Seit dem 1. Januar 2020 ergänzt Alexander Sauer die Leitung des Fraunhofer IPA.

## Forschung und Entwicklung
Schwerpunktmäßig beforscht das Fraunhofer IPA die Arbeitsgebiete Produktionsorganisation (1), Oberflächentechnologie (2), Automatisierung (3) und Prozesstechnologie (4). Diese übergeordneten Themen werden von 19 Fachabteilungen bearbeitet. Seine Industrienähe gewährleistet das Fraunhofer IPA organisatorisch in einer sogenannten Matrixstruktur mit sechs Geschäftsfeldern: Automotive (1), Maschinen- und Anlagebau (2), Elektronik und Mikrosystemtechnik (3), Energie (4), Medizin- und Biotechnik (5) sowie Prozessindustrie (6). Die Geschäftsfelder fungieren als Ansprechpartner für die Industrie und bearbeiten ihre jeweiligen Forschungs- und Entwicklungsbedarfe in allen dafür notwendigen Abteilungen des Fraunhofer IPA. Diese interdisziplinäre Vernetzungstiefe zielt darauf ab, dass technologische Entwicklungen in verschiedenen Branchen Anwendung finden und diese von den Neuentwicklungen profitieren. 3D-Druck wird zum Beispiel in der Medizintechnik für Prothesen, im Fahrzeug- oder Flugzeugbau für den Leichtbau eingesetzt. Die Vielfalt der Forschungsgebiete wie auch seine Organisationsstruktur unterstreichen das heterogene Forschungs- und Entwicklungsspektrum des Fraunhofer IPA.

### Die Geschäftsfelder

#### Automotive
Das Geschäftsfeld „Automotive“ richtet sich an die Automobil(-zulieferer)-Industrie. Es verbindet die Anforderungen der Branche mit den Kompetenzen der einzelnen Fachabteilungen. Forschungsarbeiten werden beispielsweise in den Bereichen Leichtbau und Elektromobilität durchgeführt.

#### Maschinen- und Anlagenbau
Das Geschäftsfeld „Maschinen- und Anlagenbau“ entwickelt individuelle Prozesse und Verfahren für Maschinen, Anlagen oder Komponenten und setzt diese produktionstechnisch um. Zum Portfolio gehört auch, die Fabrik- und Produktionsorganisation zu gestalten und zu optimieren.

#### Elektronik und Mikrosystemtechnik
Eine Vielzahl innovativer Hightech-Produkte ist nur aufgrund elektronischer Systeme und Mikrosystemtechnik realisierbar. Das Geschäftsfeld „Elektronik und Mikrosystemtechnik“ unterstützt von den Grundlagen bis zur fertigen Endanwendung in der Produktionstechnik und ist nicht selten Enabler für die Herstellung neuartiger Komponenten.

#### Energie
Das Geschäftsfeld „Energie“ realisiert nachhaltige Produktions- und Automatisierungslösungen für die Themen Speicher für elektrische Energie, Energieeffizienz, solare Energie und Windenergie. Da der Bereich die Kernkompetenzen der einzelnen Fachabteilungen bündelt, können innovative und interdisziplinäre Entwicklungen für die Herausforderungen der Energiewende bereitgestellt werden. Im Fokus stehen produzierende Unternehmen.

#### Medizin- und Biotechnik
Das Geschäftsfeld „Medizin- und Biotechnik“ bearbeitet die drei Hauptthemen Medizintechnik, Biotech&Pharma und Diagnostik&Intervention in der Klinik. Die Schwerpunkte liegen dabei in den Gebieten Quality&Regulatory Affairs, Reinheit in Life-Science-Branchen sowie Produktions- und Prozessoptimierung. Das interdisziplinäre Team verfügt über beste Voraussetzungen, um branchenübergreifende Lösungen zu entwickeln.

#### Prozessindustrie
Das Geschäftsfeld „Prozessindustrie“ beschäftigt sich mit Produktionsschritten, die unmittelbar aufeinander folgend durchgeführt werden. Im Gegensatz zur Stückgutindustrie kommen hier fließende anstatt fester Materialien zum Einsatz. Im Zentrum steht die Chemiebranche. Teilbereiche sind unter anderem die Oberflächentechnologie wie auch die Reinheitstechnik. Den IPA-Wissenschaftlern ist es ein Anliegen, mit dem Geschäftsfeld „Prozessindustrie“ neben Großkonzernen auch KMU anzusprechen.

### Die Fachabteilungen
Die 19 Fachabteilungen beforschen die Arbeitsgebiete Produktionsorganisation, Oberflächentechnologie, Automatisierung und Prozesstechnologie.

#### Nachhaltige Produktion und Qualität
Die Abteilung „Nachhaltige Produktion und Qualität“ geht der Frage nach, wie Unternehmen nachhaltig wirtschaften können. Im Zentrum steht die Entwicklung und Optimierung von ressourcenschonenden und energieeffizienten Produktionsprozessen, Produkten oder Technologien. Industrie- und Forschungsprojekte thematisieren den gesamten Produktlebenszyklus, aber auch spezifische Produktlebensphasen.
Industrielle Energiesysteme
Diese Abteilung beschäftigt sich mit der Identifikation von Effizienz- und Flexibilitätspotenzialen in Produktionsstätten und erarbeitet maßgeschneiderte Konzepte für betriebliche Energiemanagementsysteme.

#### Fabrikplanung und Produktionsmanagement
Die Leistungen der Abteilung „Fabrikplanung und Produktionsmanagement“ reichen von der Planung von Werkgeländen über die strategische Ausrichtung der Produktion und ihrer Optimierung im laufenden Betrieb bis hin zur wertgerechten Gestaltung von Produkten und der damit verbundenen Fertigungs- und Montageprozesse.
Unternehmensstrategie und -entwicklung
Kernaufgabe dieser im Januar 2019 neu gegründeten Abteilung ist es, Unternehmen ganzheitlich zu betrachten. Neben der Entwicklung von strategischen Programmen, beispielsweise für die digitale Unternehmenstransformation, steht die methodische Weiterentwicklung der Themen Innovative Geschäftsmodelle, Business Ecosysteme und Smarte Organisation im Fokus.
DigITools – Digitale Werkzeuge in der Produktion
Der Forschungs- und Entwicklungsschwerpunkt des Kompetenzzentrums DigITools liegt auf IT-Architekturen, Daten- und Anwendungsdiensten und Umsetzungsmethoden für die digitale Produktion. Sie unterstützt Unternehmen bei der Entwicklung und Integration von digitalen Werkzeugen in die Produktion. Zu den Leistungen gehören neben der Beratung und Entwicklung von Lösungen rund um Computer- und Kommunikationsinfrastrukturen auch Digitalisierungs- und Integrationslösungen wie der Manufacturing Service Bus (MSB) zur Anlagen- und Daten integration.

#### Roboter- und Assistenzsysteme
Die Abteilung „Roboter- und Assistenzsysteme“ gestaltet Roboter- und Automatisierungslösungen für industrielle Anwendungen und für den Dienstleistungsbereich. Schlüsseltechnologien werden entwickelt und in innovative Industrieroboter, Serviceroboter und intelligente Maschinen umgesetzt. Zum Dienstleistungsportfolio zählen unter anderem Markt- und Machbarkeitsstudien, Kinematiksimulation, Prototypenentwicklung und Optimierungen.

#### Reinst- und Mikroproduktion
Die Abteilung „Reinst- und Mikroproduktion“ befasst sich mit fertigungstechnischen Fragen miniaturisierter und kontaminationskritischer Produktionsprozesse. Das Arbeitsgebiet erstreckt sich von der Konzeptionsphase über die Realisierung bis zur Inbetriebnahme von Anlagen oder ganzen Fertigungen. Dazu gehören Forschungs- und Entwicklungsleistungen in den Bereichen Reinheitstechnik, Präzisionsmontage- und Auftragstechnik, digitale Drucktechnik sowie Auslegung und Steuerung.

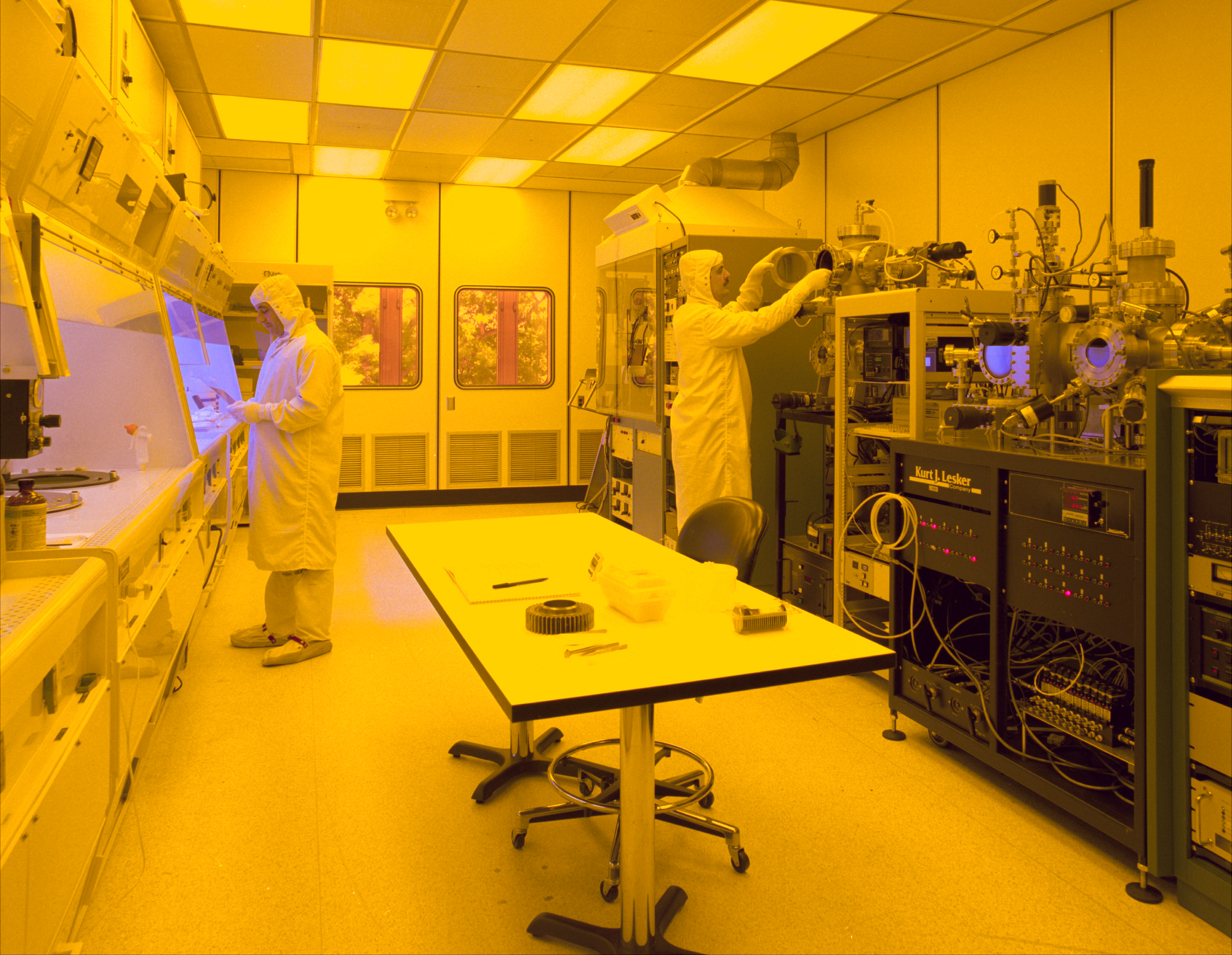
Ein Reinraum für die Produktion von Mikrosystemen. Die gelbe Beleuchtung verhindert die ungewollte Belichtung von Fotolacken in der Fotolithografie.

#### Bild- und Signalverarbeitung
Die Abteilung „Bild- und Signalverarbeitung“ beschäftigt sich mit den Technologiefeldern Bildverarbeitung, digitale Signalanalyse, generative Fertigung und Prüfsysteme. Die Wissenschaftler führen methodische Grundlagenforschung durch und realisieren Applikations- und Systemlösungen. Mögliche Einsatzgebiete finde sich in den Bereichen Mess- und Prüftechnik, Qualitätssicherung und -prognose, generative Fertigungs- und Drucktechnik und Automation.

#### Biomechatronische Systeme
Die Abteilung „Biomechatronische Systeme“ gestaltet technische Lösungen zur Erfassung, Kontrolle und Erzeugung von Bewegungen für medizinische und ergonomische Anwendungen. Ein interdisziplinäres Team generiert neue Lösungen in internationaler Kooperation und enger Verzahnung mit der Industrie. Im Bereich der Ergonomie werden individuelle Konzepte für aktiv und passiv angetriebene Exoskelette zur Entlastung des Körpers ausgearbeitet.

#### Laborautomatisierung und Bioproduktionstechnik
Die Abteilung „Laborautomatisierung und Bioproduktionstechnik“ ist spezialisiert auf die Entwicklung von Automatisierungslösungen für Geräte und Anlagen im Laborumfeld. Darunter fallen Hochdurchsatzverfahren in großangelegten Screenings oder reproduzierbare, qualitätssichere und wirtschaftliche Verfahrensabläufe in den Life Sciences. Entwicklungen werden als innovative Komplettlösung vom Konzept bis zum validierten Prozess begleitet.

#### Beschichtungssystem- und Lackiertechnik
Ausgehend von der Entwicklung von Lackrohstoffen und Lacken über die Lackapplikation bis zum Entwickeln, Planen und Simulieren von produktionsgerechten Beschichtungsprozessen und -anlagen und deren Umsetzung, hat dieser Institutsbereich mit seinem Leistungsangebot europaweit eine Alleinstellung.

#### Galvanotechnik
Um galvanische Verfahren einzusetzen, müssen die Werkstoffe präzise Eigenschaften wie auch eine bestimmte Geometrie aufweisen. Zusätzlich sind prozesssichere und reproduzierbare Applikationstechnologien erforderlich. Die Abteilung „Galvanotechnik“ bearbeitet dieses Themengebiet von der Entwicklung neuer Schichtwerkstoffe und den dazugehörigen Prozessketten über die Schadensfallanalyse bis hin zur Umsetzung der industriellen Anlagentechnik.

#### Funktionale Materialien
Die Abteilung „Funktionale Materialien“ agiert im Segment der Verfahrenstechnik neuer Materialien und gestaltet produktionstechnische Lösungen für Materialinnovationen. Beforscht werden alle prozess- und marktrelevanten Aspekte entlang der gesamten Wertschöpfungskette. Eines der wichtigsten Ziele des Aufgabenbereichs ist es, Produktentwicklungszeiten signifikant zu verkürzen.
Additive Fertigung
Die Wissenschaftler dieser Abteilung entwickeln, kombinieren und optimieren additive Herstellungsprozesse. Dabei konzentrieren sie sich auf Kunststoffe und neue, derzeit noch nicht verarbeitbare Materialien. Im Fokus steht dabei stets die Erschließung neuer und die Verbesserung vorhandener Anwendungen mithilfe der additiven Fertigung.
Leichtbautechnologien
Die Entwicklungen der Abteilung „Leichtbautechnologien“ zielen darauf ab, mithilfe von Leichtbauwerkstoffen und Leichtbaukonzepten die Energie- und Ressourceneffizienz in Unternehmen zu steigern. Neben einer positiven Kostenentwicklung tragen die Innovationen dazu bei, technologische Eigenschaften von Maschinen und Anlagen sowie Konsum-, Gebrauchs- und Investitionsgütern zu verbessern.

## Außenstellen

### Projektgruppe Bayreuth
Die Fraunhofer-Projektgruppe Prozessinnovation an der Universität Bayreuth arbeitet seit 2006 hauptsächlich für Unternehmen des ostbayerischen Raums. Ausgangspunkt ist die Erkenntnis, dass sich durch Prozessinnovation in Unternehmen messbare Produktivitätsverbesserungen eingestellt haben. Neben Großunternehmen richtet sich das Dienstleistungsportfolio der Bayreuther Projektgruppe auch an kleine und mittlere Unternehmen.

### Arbeitsgruppe KI-noW, Schweinfurt
2020 wurde eine Außenstelle in Schweinfurt eröffnet, mit Anbindung an die Fraunhofer-Projektgruppe Prozessinnovation in Bayreuth und einer Kooperation mit der Technischen Hochschule Würzburg-Schweinfurt (THWS). Die Arbeitsgruppe KI-noW befasst sich mit künstlicher Intelligenz. Zentrales Forschungsfeld ist die künstliche Intelligenz (KI) und deren Einsatz für eine nachhaltig optimierte Wertschöpfung (noW), zusammengefasst KI-noW, einem Bereich der schwachen KI. Mit den vom KI-noW-Team entwickelten, durchgängigen Szenarien will man der örtlichen Großindustrie wie auch mittelständischen Unternehmen zeigen, welchen Nutzen der Einsatz künstlicher Intelligenz für das produzierende Gewerbe hat und wie eine Integration entsprechender Anwendungen in den laufenden Betrieb erfolgen kann.

### Fraunhofer Austria Research GmbH, Wien
Die Fraunhofer Austria Research wurde 2004 als Außenstelle des Fraunhofer IPA gegründet. Heute ist die Einrichtung eine eigenständige Forschungsorganisation mit einem regionalen Fokus auf Österreich und die Länder in Central und Eastern Europe.

### Projektgruppe PAMB, Mannheim
Die Projektgruppe an der Medizinischen Fakultät Mannheim der Universität Heidelberg wurde vom Land Baden-Württemberg und der Fraunhofer-Gesellschaft im Frühjahr 2011 eingerichtet, um Automatisierungspotenziale in der Medizin und Biotechnologie zu erschließen. Sie ist die erste bekannte Einrichtung mit diesem Schwerpunkt, die unmittelbar in einer klinisch-universitären Umgebung auf dem Gebiet der Automatisierung forscht und Entwicklungsdienstleistungen anbietet. Der Leiter der Projektgruppe, Jan Stallkamp, hat den Lehrstuhl für Automatisierung in der Medizin und Biotechnologie an der Medizinischen Fakultät der Universität Heidelberg inne.

### Reutlinger Zentrum Industrie 4.0
Das Reutlinger Zentrum Industrie 4.0 (RZI 4.0) ist ein Forschungs- und Transferzentrum für den Mittelstand in Baden-Württemberg, wenn es um die Entwicklung und Umsetzung von Industrie-4.0-Konzepten und Digitalisierung geht. Dabei dient die Forschungs- und Entwicklungsumgebung „Werk150“ als exemplarisches Produktionsunternehmen. Mit einer virtuellen dreidimensionalen Entwicklungsumgebung, additiven Fertigungsverfahren, modularen Montagesystemen, innovativer Fördertechnik, kollaborativen Robotern und visuellen Assistenzsystemen sowie modernsten Informations- und Kommunikationstechnologien können wissenschaftliche wie auch industrielle Aufgabenstellungen gelöst und getestet werden. So ist es möglich, realisierbare und realistische Industrie-4.0-Konzepte in Form von Demonstratoren aufzubauen, zu erproben und anschließend in Unternehmen zur Anwendung zu bringen. Das RZI 4.0 wird in Kooperation mit der ESB Business School der Hochschule Reutlingen geführt und vom Ministerium für Wirtschaft, Arbeit und Wohnungsbau Baden-Württemberg finanziert.

## Kooperationen
Das Fraunhofer IPA ist federführendes Mitglied im Fraunhofer-Verbund Produktion. Zu diesem Verbund haben sich mehrere Fraunhofer-Institute mit dem Ziel zusammengeschlossen, produktionsorientierte Forschung und Entwicklung gemeinsam zu betreiben. Unter dem strategischen Leitbild „Integrative Produktion“ bearbeitet der Verbund die Themenfelder „Produktentwicklung“ (1), „Entwicklung von Fertigungstechnologien, Systemen und Produktionsprozessen“ (2), „Organisation der Produktion“ (3) sowie „Güterverteilung und Rückführung“ (4).
Im universitären Bereich bestehen zwei Kooperationen mit der Universität Stuttgart, mit dem Institut für Industrielle Fertigung und Fabrikbetrieb (IFF) und dem Institut für Steuerungstechnik der Werkzeugmaschinen und Fertigungseinrichtungen (ISW), die den Grundlagenforschungsbedarf des Fraunhofer IPA abdecken und durch die Doppelfunktion der Institutsleiter (zugleich Leiter der Uni-Institute) begünstigt wird.
Darüber hinaus ist das Fraunhofer IPA Kooperationspartner in mehreren internationalen Projekt- und Kompetenzzentren, welche deutschen Firmen im Ausland wie auch den nationalen Unternehmen vor Ort als Ansprechpartner zur Verfügung stehen. Hierzu gehören unter anderem das Fraunhofer-Projektzentrum für Produktionsmanagement und Informatik (PMI) in Budapest, Ungarn oder das Fraunhofer Office for Process Engineering of Functional Materials and Robotics OPER in Osaka, Japan. Mit der Jiaotong-Universität in Shanghai, China, ist das Fraunhofer IPA eine Kooperation eingegangen, deren Ziel es ist, im sogenannten „Project Center for Smart Manufacturing“, gemeinsam mit Industriepartnern Projekte in den Forschungsgebieten digitale Transformation und künstliche Intelligenz umzusetzen.
Das Institut ist außerdem Mitglied der Fraunhofer-Allianz Vision, ein Zusammenschluss von Einrichtungen der Fraunhofer-Gesellschaft zum Thema Bildverarbeitung und maschinelles Sehen.

## Infrastruktur
Am Institut sind 732 Mitarbeiter beschäftigt, die den unterschiedlichsten Ingenieurs-Fachrichtungen angehören. Hinzu kommen 266 wissenschaftliche Hilfskräfte sowie 78 Mitarbeiter am IFF.
Der Betriebshaushalt ohne Investitionen des Fraunhofer IPA lag im Geschäftsjahr 2024 bei 95 Millionen Euro, davon 25 Millionen Euro Wirtschaftserträge. Seit September 2011 leitet Thomas Bauernhansl das Fraunhofer IPA. Bauernhansl ist zudem Lehrstuhlinhaber sowie Direktor des IFF der Universität Stuttgart. Seit dem 1. Januar 2020 ergänzt Alexander Sauer die Leitung des Fraunhofer IPA.